# Маслова, Анастасия Николаевна
Анастасия Николаевна Маслова — советский хозяйственный, государственный и политический деятель, Герой Социалистического Труда.

## Биография
Родилась в 1932 году в Кировской области.
С 1946 года — на хозяйственной, общественной и политической работе. В 1946—1992 гг. — свинарка госплемзавода «Соколовка» Зуевского района Кировской области.
Указом Президиума Верховного Совета СССР от 13 марта 1981 года присвоено звание Героя Социалистического Труда с вручением ордена Ленина и золотой медали «Серп и Молот».
Избиралась депутатом Верховного Совета РСФСР 7-го созыва.
Живёт в Зуевском районе.